# Michael Gorō Matsuura
Michael Gorō Matsuura (jap. ミカエル松浦悟郎 Mikaeru Matsuura Gorō; ur. 28 września 1952 w Nagoi) – japoński duchowny rzymskokatolicki, biskup Nagoi od 2015. 

## Życiorys
Święcenia kapłańskie przyjął 21 marca 1981 roku. Inkardynowany do archidiecezji Osaki, przez kilka lat pracował jako wikariusz, a następnie kierował diecezjalnym niższym seminarium. Po studiach odbytych w Stanach Zjednoczonych i na Filipinach został skierowany na dwa lata do pomocy duszpasterskiej w jednej z parafii, a w 1997 został wikariuszem generalnym archidiecezji.
19 kwietnia 1999 papież Jan Paweł II powołał go na urząd biskupa pomocniczego Osaki i zarazem biskupa tytularnego Sfasferia. Sakry udzielił mu 17 lipca 1999 arcybiskup metropolita Osaki Leo Jun Ikenaga SJ. 
29 marca 2015 papież Franciszek mianował go ordynariuszem diecezji Nagoi.